# Mikhail Moiseyevich Botvinnik
Mikhail Moiseyevich Botvinnik (tiếng Nga: Михаи́л Моисе́евич Ботви́нник) (17 tháng 8 năm 1911 - 5 tháng 5 năm 1995) là một kỳ thủ cờ vua Liên Xô, từng là nhà vô địch cờ vua thế giới lần thứ sáu. Bên cạnh việc chơi cờ vua cạnh tranh hạng nhất, ông còn là một kỹ sư điện và nhà khoa học máy tính, và ông cũng là người đi tiên phong trong lĩnh vực cờ vua máy tính.
Botvinnik là người chơi đẳng cấp thế giới đầu tiên phát triển ở Liên Xô. Ông cũng đóng một vai trò quan trọng trong việc tổ chức cờ vua, đóng góp đáng kể vào việc thiết kế hệ thống giải vô địch cờ vua thế giới sau Thế chiến thứ hai và trở thành thành viên hàng đầu của hệ thống huấn luyện giúp Liên Xô thống trị cờ vua hàng đầu trong thời gian lúc đó. Các học trò của ông bao gồm các nhà vô địch thế giới Anatoly Karpov, Garry Kasparov và Vladimir Kramnik.

## Tuổi thơ
Botvinnik sinh ngày 17 tháng 8 năm 1911, tại nơi khi đó là Kuokkala, Thống đốc Vyborg, Đại công quốc Phần Lan, nay là quận Repino ở Saint Petersburg. Cha mẹ ông là những người Do Thái gốc Nga: cha Moisei Botvinnik (1878–1931), là kỹ thuật viên nha khoa và mẹ ông là Shifra (Serafima) Rabinovich (1876–1952), là nha sĩ., cho phép gia đình sống bên ngoài Khu định cư Pale, nơi mà hầu hết người Do Thái ở Đế quốc Nga bị hạn chế vào thời điểm đó. Kết quả là, Botvinnik lớn lên ở Nevsky Prospekt, Saint Petersburg. Cha của ông đã cấm nói ttiếng Yiddish ở nhà, và Mikhail và anh trai ông Isaak "Issy" theo học các trường Liên Xô. Botvinnik sau đó kể lại, "Tôi đã được hỏi một lần," Bạn tự coi mình là người như thế nào từ quan điểm về quốc tịch? " Câu trả lời của tôi là, "Vâng, quan điểm của tôi là 'phức tạp'. Tôi là một người Do Thái theo dòng máu, một người Nga theo văn hóa, một người Xô Viết theo giáo dục. ""  Về quan điểm tôn giáo của mình, ông tự gọi mình là một người vô thần.
Năm 1920, mẹ ông bị bệnh và cha ông rời gia đình, nhưng vẫn giữ liên lạc với các con, ngay cả sau cuộc hôn nhân thứ hai, với một phụ nữ Nga. Cùng lúc đó, Botvinnik bắt đầu đọc báo và trở thành một người cộng sản tận tụy.
Vào mùa thu năm 1923, ở tuổi mười hai, Botvinnik được một người bạn cùng trường của anh trai dạy cờ vua, sử dụng một bộ quân cờ tự làm và ngay lập tức yêu thích trò chơi này. Botvinnik đã kết thúc ở vị trí giữa bảng trong giải vô địch trường, tìm kiếm lời khuyên từ một người bạn khác của anh trai mình, và kết luận rằng đối với bản thân tốt hơn là nghĩ ra "các khái niệm cụ thể" và sau đó rút ra các nguyên tắc chung từ đó - và tiếp tục đánh bại bạn bè của anh trai mình khá dễ dàng. Vào mùa đông năm 1924, Botvinnik đã giành được chức vô địch của trường mình, và ăn gian tuổi của mình lên ba tuổi để trở thành thành viên của Hội cờ vua Petrograd - mà chủ tịch của câu lạc bộ đã giả vờ như không biết việc đó. Botvinnik đã giành chiến thắng trong hai giải đấu đầu tiên do Hội tổ chức. Ngay sau đó, Nikolai Krylenko, một kỳ thủ cờ vua tận tụy và là thành viên hàng đầu của hệ thống luật pháp Liên Xô, người sau này đã tổ chức các phiên tòa dàn dựng theo lệnh của Joseph Stalin, bắt đầu xây dựng một tổ chức cờ vua lớn trên toàn quốc, và Hội được thay thế bằng một câu lạc bộ trong Cung điện Lao động của thành phố..
Để kiểm tra sức mạnh của các cao thủ cờ vua Liên Xô, Krylenko đã tổ chức giải cờ vua Moscow 1925. Vào một ngày nghỉ ngơi trong sự kiện, nhà vô địch thế giới José Raúl Capablanca đã có một buổi thi đấu đồng thời ở Leningrad. Botvinnik đã được chọn là một trong những đối thủ của Capablanca và đã thắng ván đấu đó. Năm 1926, ông tiến đến chặng cuối cùng của giải vô địch Leningrad. Cuối năm đó, Botvinnik được chọn vào đội của Leningrad trong trận đấu với Stockholm, được tổ chức tại Thụy Điển, và giành chiến thắng +1=1 trước đại kiện tướng tương lai Gösta Stoltz. Khi trở về, Botvinnik đã kể cho các bạn cùng trường một câu chuyện sinh động về hành trình quay trở lại nước Nga trên biển động. Botvinnik được giao nhiệm vụ chú thích hai ván của trận đấu này và việc các phân tích của Botvinnik được xuất bản khiến ông bắt đầu nhận thức được sự cần thiết của sự khách quan. Vào tháng 12 năm 1926, Botvinnik trở thành ứng cử viên của chi nhánh Komsomol của trường mình. Vào khoảng thời gian này, mẹ ông bắt đầu lo lắng về vóc dáng kém cỏi của Botvinnik, và kết quả là ông bắt đầu chương trình tập thể dục hàng ngày mà được ông duy trì trong phần lớn cuộc đời.

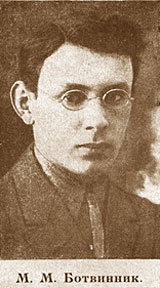
Botvinnik năm 1927

Khi Botvinnik hoàn thành chương trình học ở trường, ông chưa đủ tuổi tối thiểu để tham gia kỳ thi tuyển sinh vào giáo dục đại học. Trong khi chờ đợi, Botvinnik đã đủ điều kiện tham dự chặng cuối cùng của Giải vô địch Liên Xô đầu tiên vào năm 1927 với tư cách là kỳ thủ trẻ nhất từng có tại thời điểm đó,  kết quả đồng điểm đạt vị trí thứ 5-6 và đạt được danh hiệu kiện tướng. Botvinnik muốn học Công nghệ Điện tại Viện Bách khoa Leningrad và đã vượt qua kỳ thi tuyển sinh; tuy nhiên, vẫn còn một lượng lớn đơn đăng ký cho khóa học này và Proletstud, cơ quan kiểm soát việc tuyển sinh, có chính sách chỉ nhận con của các kỹ sư và công nhân công nghiệp. Sau lời kêu gọi của một quan chức cờ vua địa phương, năm 1928, ông được nhận vào Khoa Toán của Đại học Leningrad. Vào tháng 1 năm 1929, Botvinnik chơi cho Leningrad trong giải vô địch cờ vua của đội sinh viên với Moscow. Leningrad đã giành chiến thắng và người quản lý đội, đồng thời là phó chủ tịch của Proletstud, đã bảo đảm cho Botvinnik được chuyển đến Khoa Cơ điện của Đại học Bách khoa, nơi ông là một trong bốn sinh viên duy nhất nhập học thẳng từ trường. Kết quả là, Botvinnik phải làm công việc của cả năm trong năm tháng, và trượt một trong các kỳ thi. Đầu năm đó, Botvinnik đứng đồng thứ ba chung cuộc trong chặng bán kết của Giải vô địch Liên Xô, và do đó không thể lọt vào chặng cuối cùng.
Sự tiến bộ ban đầu của Botvinnik khá nhanh, hầu hết dưới sự huấn luyện của kỳ thủ và huấn luyện viên cờ vua Abram Model, ở Leningrad; Model đã dạy Botvinnik Biến thể Winawer của Phòng thủ Pháp, khi đó bị coi là kém hơn đối với Đen, nhưng Model và Botvinnik đã phân tích sâu hơn và sau đó đã chơi biến thể này với thành công rực rỡ.
Botvinnik vô địch giải đấu Leningrad Masters năm 1930  với số điểm 6½ / 8,  tiếp nối điều này vào năm sau khi giành chức vô địch Leningrad với 2 ½ điểm nhiều hơn nhà vô địch Liên Xô cũ Peter Romanovsky.
Năm 1935, Botvinnik kết hôn với Gayane Davidovna Ananova, người gốc Armenia, là con gái của giáo viên đại số và hình học của ông. Cô từng là sinh viên của Học viện Ballet Nga Vaganova ở Leningrad và sau đó là diễn viên ba lê ở Nhà hát Bolshoi. Họ có một cô con gái, tên là Olga, sinh năm 1942.

## Vô địch toàn Liên Xô
Năm 1931, ở tuổi 20, Botvinnik đã giành chức vô địch Liên Xô đầu tiên của mình tại Moscow, đạt 13½/17 điểm. Ông nhận xét rằng giải này không mạnh lắm, vì một số kiện tướng trước Cách mạng vắng mặt. Cuối mùa hè năm 1931, ông tốt nghiệp kỹ sư điện,  sau khi hoàn thành nhiệm vụ thực tế trên đường dây tải điện tạm thời tại Trạm thủy điện Dnepr. Ông ở lại Viện Bách khoa Leningrad để học lấy bằng Phó tiến sĩ Khoa học.
Năm 1933, ông lặp lại chiến thắng tại giải vô địch Liên Xô tại thành phố Leningrad, quê hương của ông, với tỷ số 14/19, mô tả kết quả này là bằng chứng cho thấy kế hoạch phát triển một thế hệ kỳ thủ Liên Xô mới của Krylenko đã thành công. Ông và các kỳ thủ trẻ khác đã yêu cầu thành công sự hỗ trợ của một quan chức cấp cao của Đảng Cộng sản Leningrad trong việc sắp xếp các cuộc thi có sự tham gia của cả các kỳ thủ Liên Xô và nước ngoài, như chưa từng có kể từ giải cờ vua Moscow 1925. Ngay sau đó, Botvinnik được thông báo rằng Alexander Ilyin-Genevsky, một trong những kỳ thủ lớn tuổi của Liên Xô và là thành viên của đại sứ quán Liên Xô tại Praha, đã sắp xếp một trận đấu giữa Botvinnik  và Salo Flohr, một đại kiện tướng người Séc, người khi đó được coi là một trong số những ứng cử viên đáng tin cậy nhất tranh danh hiệu Vô địch Cờ vua Thế giới của Alexander Alekhine. Các quan chức cờ vua cấp cao nhất ở Liên Xô phản đối điều này với lý do Botvinnik ít có cơ hội chống lại một đối thủ quốc tế mạnh như vậy. Bất chấp mọi người ra sức khuyên can, Krylenko vẫn nhất quyết dàn dựng trận đấu, cho rằng "Chúng ta phải biết thực lực của mình".
Botvinnik đã sử dụng thứ mà ông coi là phiên bản đầu tiên của phương pháp chuẩn bị cho một cuộc thi, nhưng đã bị thua hơn hai ván vào cuối sáu ván đầu tiên, khi trận đấu diễn ra ở Moscow. Tuy nhiên, với sự trợ giúp của người bạn cũ Ragozin và huấn luyện viên Abram Model, ông đã san bằng tỷ số ở Leningrad và trận đấu kết thúc hòa hòa. Khi mô tả bữa tiệc sau trận đấu, Botvinnik đã viết rằng vào thời điểm đó anh ấy đã nhảy foxtrot và Charleston theo tiêu chuẩn chuyên nghiệp.
Trong giải đấu đầu tiên của mình bên ngoài Liên Xô, Hastings 1934–35, Botvinnik chỉ đạt được kết quả đồng điểm ở vị trí thứ 5-6, với 5/9 điểm. Anh ấy viết rằng, ở London sau giải đấu, Emanuel Lasker nói rằng việc Lasker đến chỉ hai giờ trước khi vòng đầu tiên bắt đầu là một sai lầm nghiêm trọng và đáng lẽ anh ấy nên cho phép đến trước 10 ngày để thích nghi. Botvinnik viết rằng ông đã không mắc phải sai lầm này lần nào nữa.
Botvinnik đứng đầu bằng với Flohr, ½ chỉ trước Lasker và một vượt lên dẫn trước José Raúl Capablanca, trong Giải đấu Quốc tế lần thứ hai ở Moscow, được tổ chức vào năm 1935. Sau khi tham khảo ý kiến của Capablanca và Lasker, Krylenko đề xuất trao cho Botvinnik danh hiệu Đại kiện tướng, nhưng Botvinnik phản đối rằng "danh hiệu không phải là vấn đề." Tuy nhiên, anh ấy đã chấp nhận một chiếc xe hơi miễn phí và khoản trợ cấp học sau đại học tăng 67%, cả hai đều do Ban Công nghiệp nặng của Ủy ban Nhân dân cung cấp.

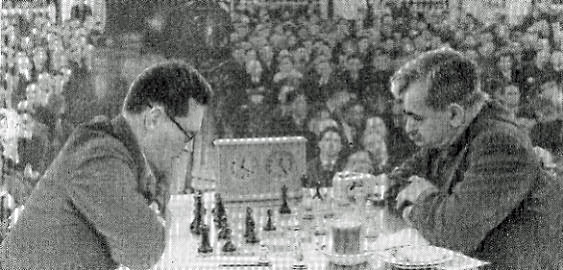
Botvinnik vs. Lasker, 1936

Sau đó, ông báo cáo với Krylenko rằng giải đấu năm 1935 khiến việc đánh giá sức mạnh của các tay vợt hàng đầu của Liên Xô trở nên khó khăn, vì nó bao gồm sự hỗn hợp của các tay vợt đẳng cấp nhất và yếu hơn. Botvinnik ủng hộ một sự kiện thi đấu vòng tròn đôi có sự góp mặt của năm kỳ thủ Liên Xô hàng đầu và năm kỳ thủ không thuộc Liên Xô mạnh nhất hiện có. Mặc dù việc chính trị hóa sự lựa chọn của Liên Xô, cả Krylenko và Ủy ban Trung ương của Komsomol nhanh chóng cho phép giải đấu này diễn ra ở Moscow vào tháng 6 năm 1936, và Botvinnik về nhì, chỉ kém 1 điểm so với Capablanca và hơn 2½ điểm so với Flohr. Tuy nhiên, ông nhận được sự an ủi vì thực tế là đội mạnh nhất của Liên Xô đã chống lại được các đối thủ hàng đầu.
Vào đầu mùa đông năm 1936, Botvinnik được mời tham gia một giải đấu tại Nottingham, Anh. Krylenko đã cho phép ông tham gia và để giúp Botvinnik thi đấu tốt nhất, đã cho phép vợ của Botvinnik đi cùng - một đặc ân hiếm khi được mở rộng cho những người chơi cờ vào bất kỳ thời điểm nào trong lịch sử Liên Xô. Nghe lời khuyên của Lasker, Botvinnik đã đến Anh 10 ngày trước khi giải bắt đầu. Mặc dù các đối thủ Liên Xô của Botvinnik dự báo ông sẽ thua thảm hại, Botvinnik đã đứng đồng hạng nhất (+6=8) với Capablanca, ½ điểm nhiều hơn nhà vô địch thế giới hiện tại Max Euwe và các ngôi sao đang lên của Mỹ Reuben Fine và Samuel Reshevsky, và 1 điểm nhiều hơn nhà cựu vô địch Alexander Alekhine. Đây là chiến thắng đầu tiên của một kỳ thủ Liên Xô bên ngoài đất nước của mình. Khi kết quả giải đấu được đưa tin về Nga, Krylenko đã soạn thảo một bức thư nhân danh Botvinnik gửi cho Stalin. Khi trở về Nga, Botvinnik phát hiện ra mình đã được trao tặng "Huy chương danh dự".

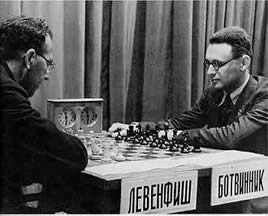
Levenfish vs. Botvinnik (phải), 1937

Ba tuần sau, ông bắt đầu làm luận án của mình để lấy bằng Ứng viên, lấy được điều này vào tháng 6 năm 1937, sau khi người giám sát của ông mô tả luận án là "ngắn và tốt", và là tác phẩm đầu tiên trong lĩnh vực này. Kết quả của việc làm luận án là ông đã bỏ lỡ chức vô địch Liên Xô năm 1937, với Grigory Levenfish vô địch khi đã gần 50 tuổi. Sau đó vào năm 1937, Botvinnik đã hòa 13 trận đấu với Levenfish. Cách trận đấu này được tổ chức được kể lại khác nhau: Levenfish sau đó đã viết rằng Botvinnik đã thách thức ông; trong khi Botvinnik viết rằng Krylenko, tức giận vì Botvinnik vắng mặt trong giải đấu, đã ra lệnh tổ chức trận đấu giữa 2 người.
Botvinnik giành thêm danh hiệu Vô địch Liên Xô vào các năm 1939, 1944, 1945 và 1952, nâng tổng số lần vô địch của ông lên sáu. Năm 1945, ông thống trị giải đấu, ghi được 15/17 điểm; tuy nhiên, vào năm 1952, ông chỉ ngang điểm với Mark Taimanov và giành chiến thắng trong trận play-off.

## Ứng cử viên vô địch thế giới

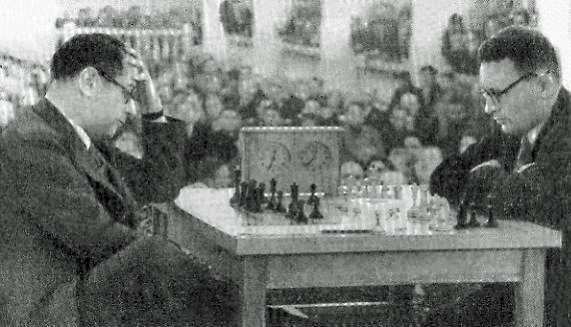
Capablanca vs. Botvinnik năm 1936

Năm 1938, tám tay vợt hàng đầu thế giới gặp nhau tại Hà Lan để tranh tài trong giải đấu AVRO, người chiến thắng được cho là sẽ tranh đai với Nhà vô địch thế giới, Alexander Alekhine. Botvinnik xếp thứ ba, sau Paul Keres và Reuben Fine. Theo Botvinnik, Alekhine quan tâm nhất đến việc đóng vai một đối thủ có thể gây quỹ. Sau khi tham khảo ý kiến của các quan chức Liên Xô gần nhất, Botvinnik kín đáo thách thức Alekhine, người đã nhanh chóng chấp nhận, với các điều kiện cho phép Alekhine thích nghi ở Nga và tập luyện thi đấu chất lượng cao vài tháng trước trận đấu. Theo ý kiến của Botvinnik, Alekhine một phần được thúc đẩy bởi mong muốn hòa giải với chính quyền Xô viết, để ông có thể một lần nữa về thăm quê hương. Trận đấu, bao gồm cả kinh phí, được ủy quyền ở cấp chính trị cao nhất của Liên Xô vào tháng 1 năm 1939; tuy nhiên, một lá thư xác nhận chỉ được gửi hai tháng sau đó - theo ý kiến của Botvinnik, vì sự phản đối của các đối thủ Liên Xô của ông, đặc biệt là những người đã trở nên nổi bật trước Cách mạng Nga  - và sự bùng nổ của Chiến tranh thế giới thứ hai đã ngăn cản một trận đấu tranh chức vô địch thế giới có thể diễn ra.

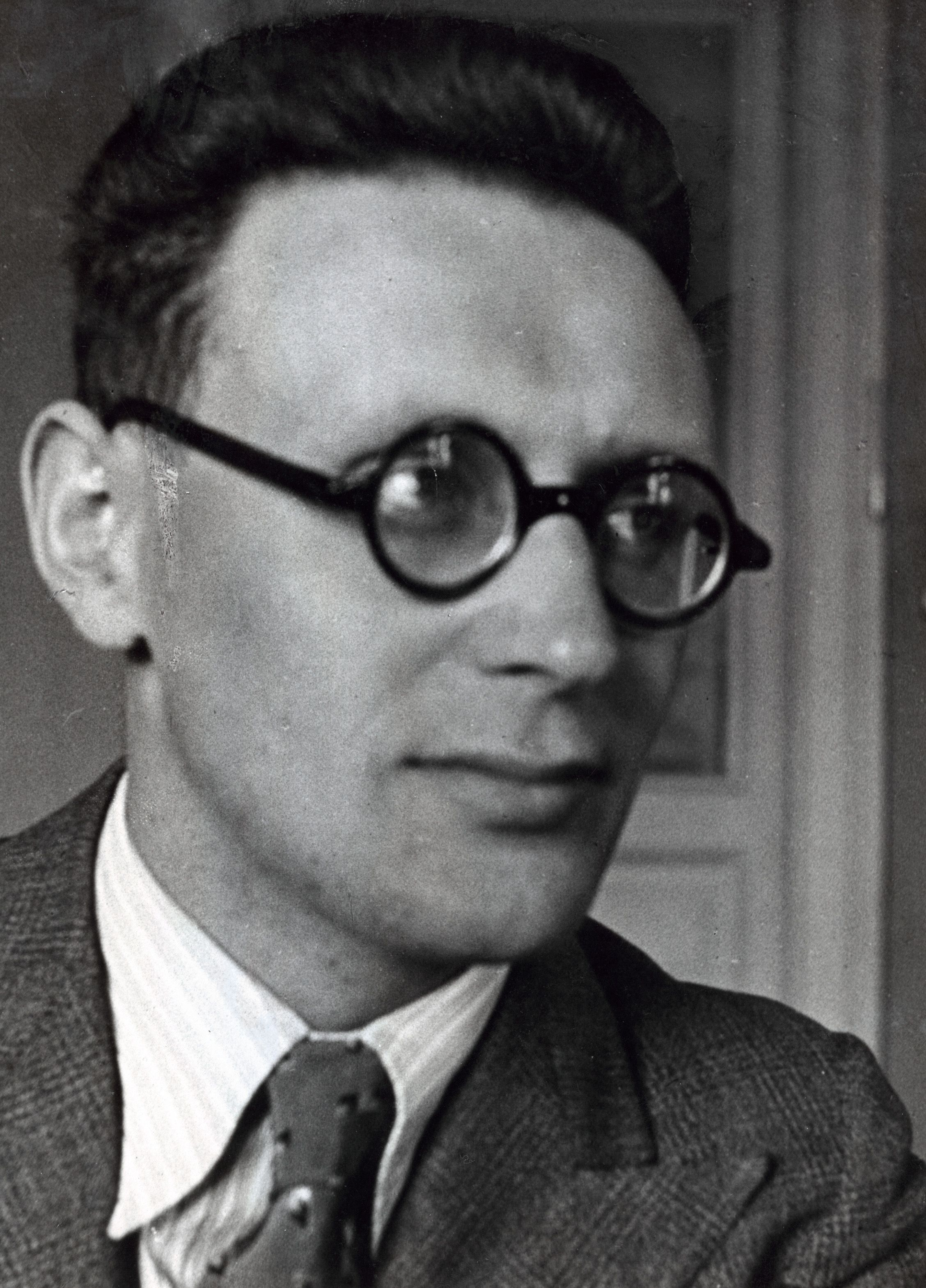
Botvinnik năm 1936

Vào mùa xuân năm 1939, Botvinnik đã giành chức vô địch Liên Xô và cuốn sách của ông về giải đấu đã mô tả cách tiếp cận chuẩn bị mà ông đã phát triển từ năm 1933. Một đặc điểm nổi bật của điều này là tập trung vào việc chuẩn bị khai cuộc để có được lợi thế vị trí lâu dài ở trung cuộc, thay vì tìm kiếm những bất ngờ chiến thuật tức thì chỉ có thể sử dụng một lần.
Botvinnik đã sớm dẫn đầu trong Giải vô địch Liên Xô năm 1940, nhưng thi đấu kém ở giai đoạn sau, cuối cùng đồng vị trí thứ năm. Ông cho rằng điều này là do không quen với việc khó tập trung trong bầu không khí giống như bữa tiệc với tiếng ồn và khói thuốc. Botvinnik đã viết thư cho một quan chức thân thiện, bình luận rằng nhà vô địch sẽ là người chiến thắng trong trận đấu giữa Igor Bondarevsky và Andor Lilienthal, người đã đứng ở vị trí đầu tiên, nhưng không có thành tích thi đấu quốc tế. Những nỗ lực của quan chức này đã dẫn đến một giải đấu cho danh hiệu "Nhà vô địch tuyệt đối của Liên Xô", với mục đích chính thức là xác định một người thách thức Liên Xô cho danh hiệu của Alekhine. Các ứng viên là sáu kỳ thủ về đích cao nhất trong Giải vô địch Liên Xô - Bondarevsky, Lilienthal, Paul Keres (quê gốc Estonia, gần đây đã bị Liên Xô sáp nhập), nhà vô địch thế giới tương lai Vasily Smyslov, Isaac Boleslavsky và Botvinnik - và sẽ thi đấu vòng tròn bốn lượt. Sự chuẩn bị của Botvinnik với trợ lý Viacheslav Ragozin, bao gồm các trận đấu tập trong những căn phòng ồn ào, khói bụi và anh ta ngủ trong phòng chơi cờ mà không mở cửa sổ. Botvinnik đã vô địch giải đấu, 2½ điểm nhiều hơn Keres và 3 điểm nhiều hơn Smyslov, hơn nữa, với điểm cộng trong các trận "mini-match" với tất cả các đối thủ của mình.
Tháng 6 năm 1941 Đức Quốc xã xâm lược Liên Xô. Gayane, vợ của Botvinnik, một nữ diễn viên múa ba lê, nói với anh rằng các đồng nghiệp của cô tại Nhà hát Nhạc vũ kịch Kirov đang được sơ tán đến thành phố Perm, sau đó được gọi là Molotov để vinh danh Vyacheslav Molotov. Gia đình tìm được một căn hộ ở đó, và Botvinnik đã xin được việc làm tại tổ chức cung cấp điện địa phương - với mức lương thấp nhất và với điều kiện anh ta không cần nghiên cứu gì vì anh ta chỉ có bằng Phó tiến sĩ. Đứa con duy nhất của Botvinnik, một cô con gái tên là Olya, được sinh ra ở Perm vào tháng 4 năm 1942.
Vào buổi tối, Botvinnik đã viết một cuốn sách trong đó chú thích tất cả các trận đấu của "Giải vô địch tuyệt đối của Liên Xô", để duy trì kỹ năng phân tích của mình để sẵn sàng cho một trận đấu với Alekhine. Công việc của ông bao gồm đốn củi để lấy nhiên liệu, khiến ông không đủ năng lượng để phân tích cờ vua. Botvinnik nhận được từ Molotov lệnh rằng anh ta phải được nghỉ làm việc bình thường ba ngày để học cờ vua.
Năm 1943, sau hai năm nghỉ thi đấu cờ vua, Botvinnik đã thắng một giải đấu ở Sverdlovsk, với thành tích 1½/2 với từng đối thủ trong số bảy đối thủ của anh ta - những người bao gồm Smyslov, Vladimir Makogonov, Boleslavsky và Ragozin. Chessbase coi đây là một trong năm mươi giải đấu mạnh nhất từ năm 1851 đến năm 1986.
Ngay sau đó, Botvinnik được Ủy ban nhân dân phụ trách các nhà máy điện, một người ngưỡng mộ và là người bạn tốt sau đó, thúc giục trở về Moscow. Khi trở lại, Botvinnik đề nghị một trận đấu với Samuel Reshevsky để củng cố tuyên bố tranh chức vô địch thế giới với Alekhine, nhưng điều này không nhận được sự ủng hộ chính trị. Vào tháng 12 năm 1943, ông đã giành chức vô địch Moscow, trước Smyslov. Cùng lúc đó, sự phản đối kế hoạch đấu với Alekhine của ông lại nổi lên, với lý do Alekhine là kẻ thù chính trị và cách duy nhất là yêu cầu tước bỏ danh hiệu. Tranh chấp kết thúc có lợi cho Botvinnik, và một quan chức cờ vua cấp cao bị sa thải, một trong những người phản đối kế hoạch của Botvinnik, người cũng là đại tá KGB.
Sau khi Botvinnik giành chức vô địch Liên Xô năm 1944 và 1945, hầu hết các cầu thủ hàng đầu của Liên Xô đều ủng hộ mong muốn của ông về một trận tranh chức vô địch thế giới với Alekhine. Tuy nhiên, những cáo buộc rằng Alekhine đã viết các bài báo bài Do Thái khi còn ở nước Pháp bị Đức Quốc xã chiếm đóng đã gây khó khăn cho việc tổ chức trận đấu tại Liên Xô. Botvinnik đã mở các cuộc đàm phán với Liên đoàn cờ vua Anh để tổ chức trận đấu ở Anh, nhưng những cuộc đàm phán này đã bị cắt ngang bởi cái chết của Alekhine vào năm 1946.
Khi Chiến tranh thế giới thứ hai kết thúc, Botvinnik đã giành chiến thắng trong giải đấu cấp cao đầu tiên sau chiến tranh, tại Groningen vào năm 1946, với 14½ điểm từ mười chín trận đấu, ½ dẫn trước nhà cựu vô địch thế giới Max Euwe và hai điểm trước Smyslov. Anh ta và Euwe đều phải vật lộn trong vài hiệp cuối, và Botvinnik đã thoát hiểm trong gang tấc trước Euwe, người mà Botvinnik thừa nhận luôn là một đối thủ khó chơi. Đây là chiến thắng hoàn toàn đầu tiên của Botvinnik trong một giải đấu bên ngoài Liên Xô.
Botvinnik cũng đã giành chiến thắng trong giải đấu Mikhail Chigorin Memorial rất mạnh được tổ chức tại Moscow năm 1947.
 Tư liệu liên quan tới Mikhail Botvinnik tại Wikimedia Commons